# Генрієтта Стюарт
Генрієтта А́нна Стю́арт, герцоги́ня Орлеа́нська (англ. Henrietta Anna Stuart; 16 (26) червня 1644  року, Ексетер — 30 червня 1670 року, Сен-Клу) — молодша дочка Карла I Стюарта і Генрієтти Марії Французької.
У віці двох років Генрієтта була вивезена з Англії гувернанткою і виявилася при дворі свого кузена Людовика XIV, де отримала прізвисько «Мінетті» (в перекладі з французької — «кішечка» або «кошеня»). Після весілля з братом короля Філіппом Французьким принцесу стали називати при дворі по титулу — «Мадам». Вплив, який принцеса мала при дворі, був причиною напруженості в її відносинах з чоловіком. Генрієтта відігравала велику роль в укладанні Дуврського договору. Незабаром після підписання договору і повернення до Франції Генрієтта померла. Обставини смерті принцеси були такі, що багато сучасників вважали, що Генрієтта була отруєна, проте офіційно причиною смерті став гастроентерит.
Нащадки Генрієтти виявилися старшими у домі Стюартів після переривання його чоловічої лінії разом зі смертю Генріха Стюарта у 1807 році. Однак вони були відстороненні від престолонаслідування Англії і Шотландії у 1701 році через належність до католицької віри.

## Ранні роки в Англії
Принцеса Генрієтта народилася 16 червня 1644 року напередодні другої битви при Ньюбері, в розпал громадянської війни. Місцем її народження став Бедфорд-хаус в Ексетері — резиденція герцога Бедфорда, який незадовго до цього повернувся на бік роялістів. Батьком принцеси був англійський король Карл I; матір'ю — Генрієтта Марія Французька, молодша дочка французького короля Генріха IV і його дружини Марії Медічі. Саме з матір'ю Генрієтта все життя підтримувала найбільш близькі стосунки. Спорідненість принцеси з французькими королями Людовиком XIII і Людовиком XIV надалі житті виявиться дуже корисним для неї самої і її сім'ї.
Незадовго до народження Генрієтти її мати була змушена покинути Оксфорд і перебратися в Ексетер, куди вона прибула 1 травня 1644 року. Стан здоров'я королеви був таким, що її смерть при майбутніх пологах була, на думку багатьох, найбільш вірогідним результатом. Новонароджена принцеса була передана турботам Анні Вільєрс, відомої в той час як леді Даллку. Заради безпеки принцеси королева вирішила відправити її в Фалмут, де була передостання англійська фортеця, все ще вірна королю — замок Пенденніс; звідти Генрієтта Марія збиралася разом з дочкою вирушити до Франції, де могла просити допомоги для чоловіка у Людовика XIV. Прибула у Фалмут у середині липня королева була проінформована, що маленька принцеса приїхала в місто хворою (у неї траплялися конвульсії), але вже повністю вилікувалася. Проте, до Франції королева вирушила одна. 26 липня Генрієтту відвідав батько. Незадовго до приїзду король розпорядився провести обряд хрещення принцеси відповідно до законів церкви Англії; обряд був проведений 21 липня в Ексетерському соборі, дівчинка отримала ім'я Генрієтта. Принцесу перевезли в Отлендський палац за межами Лондона, де вона і її свита знаходились протягом трьох місяців. З батьком Генрієтта більше не бачилася. У червні 1646 принцеса з невеликою свитою таємно покинула палац; леді Даллку забезпечила благополучне прибуття Генрієтти до Франції, де дочка возз'єдналася з матір'ю.

## Життя і шлюб у Франції
Уже при французькому дворі при конфірмації принцесі було дано друге ім'я — Анна, в честь її тітки, французької королеви Анни Австрійської. Після прибуття до Франції дочка і мати оселилися в апартаментах Лувру, Генрієтта отримала пенсію в розмірі тридцяти тисяч ліврів і право користування Сен-Жерменським палацом. Такі розкішні привілеї були незабаром урізані, оскільки всі гроші, що отримувала королева Генрієтта Марія, стали передаватися її чоловікові в Англію або ж роялістам, що втекли до Франції. Весь цей час леді Даллку не залишала принцесу.
У лютому 1649 року мати Генрієтти була сповіщена про страту її чоловіка Карла I, обезголовленого 30 січня. В кінці Фронди, в розпал якої королева і принцеса залишалися в Луврі, Генрієтта Марія разом з дочкою перебралася в Пале-Рояль, де вже проживав молодий король Людовик XIV з матір'ю і братом. В цей час Генрієтта Марія вирішила навернути дочку, хрещену в англіканстві, в католицтво. На прохання королеви капелану принцеси було доручено звернути в католицтво і її гувернантку леді Даллку, однак він зазнав невдачі, і після смерті чоловіка в 1651 році леді Даллку повернулася до Англії. 1650 року в Париж приїхав старший брат Генрієтти, Карл, з яким принцеса дуже зблизилася. З приїздом іншого брата Генрієтти, герцога Глостера, в 1652 році маленький англійський двір значно розширився. 1654 року принцеса зробила свій перший публічний вихід: вона разом з матір'ю і братами була запрошена на бал, який давав кардинал Мазаріні. Генрієтта швидко зачарувала французький двір своїми знаннями французької мови, захопленням літературою і музикою.

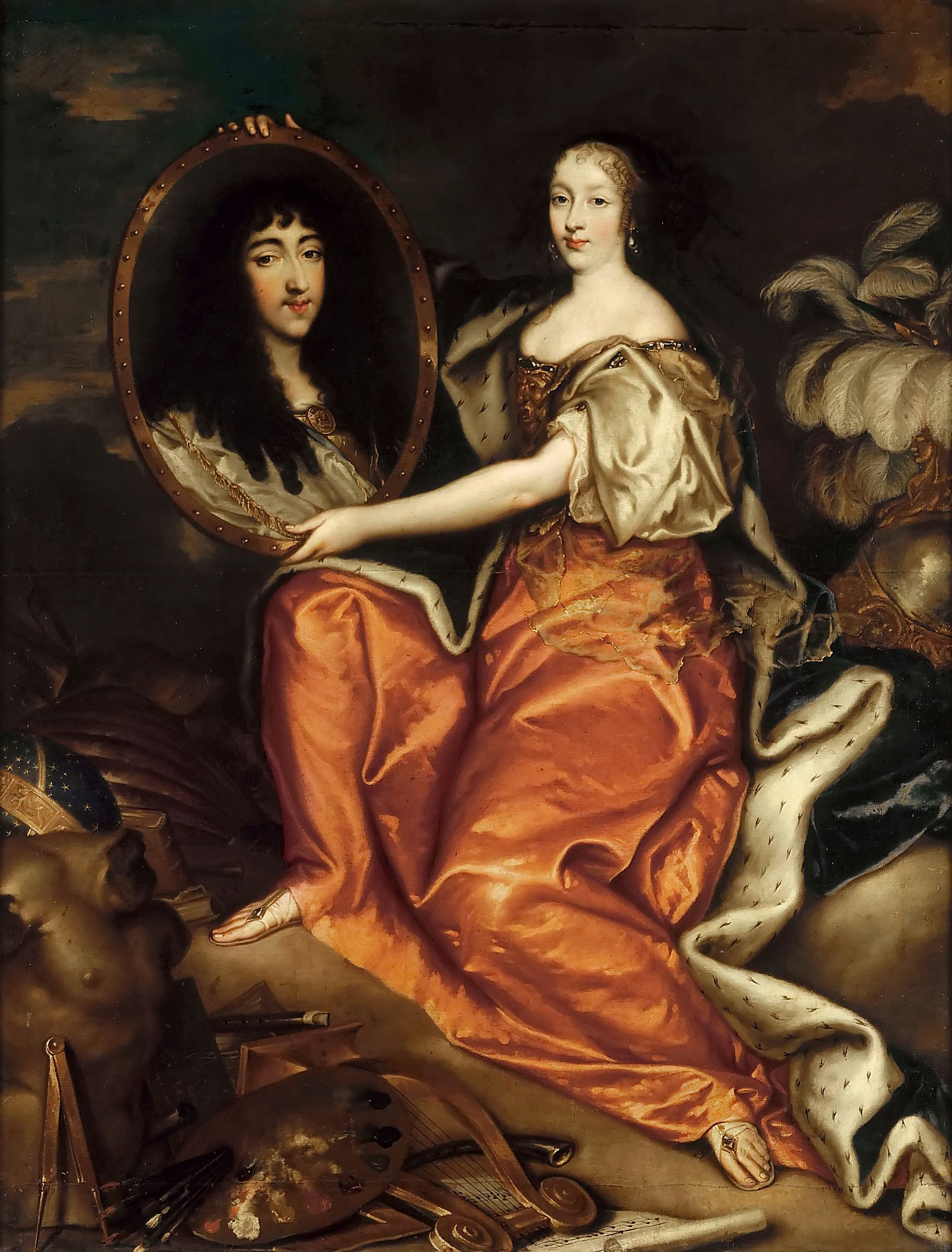
Генрієтта в образі Мінерви, що тримає портрет Месьє, пензля Антуана Матьє

Після закінчення Фронди французький двір зробив пріоритетним пошук нареченої для молодого короля. Генрієтта Марія стала натякати на союз дочки і Людовика XIV, але королева Анна відкинула цю ідею, вважаючи за краще Генрієтті дочку свого брата Філіппа IV, Марію Терезію. Людовик XIV і Марія Терезія одружилися в червні 1660 року, після чого Анна звернула увагу на свого другого, ще неодруженого сина Філіппа, герцога Орлеанського. Під час проживання в Шато-де-Коломб, особистій резиденції Генрієтти Марії за межами Парижа, мати і дочка дізналися про реставрацію монархії в Англії і проголошення королем брата Генрієтти Карла II; обидві вони повернулися в Париж. Ця доленосна зміна змусила Філіппа Орлеанського, відомого бісексуала, з яким була пов'язана серія скандальних історій, просити руки Генрієтти. Раніше при дворі поширилися чутки про те, що Генрієтта отримала пропозицію про шлюб від Карла Еммануїла Савойського і великого герцога Тоскани, але питання про шлюб не було вирішене через вигнаний статус принцеси.
Нетерплячий Філіпп бажав переконатися, що зможе одружитися з Генрієттою якомога швидше, але королева Генрієтта Марія збиралася повернутися в Англію, щоб розплатитися з боргами, забезпечити придане для дочки і запобігти оголошення герцога Йоркського про шлюб з Анною Гайд, колишньою фрейліною королівської принцеси. В цей же час, у вересні 1660 року, від віспи помер герцог Глостер, і Генрієтта був в тузі і жалобі за братом. У жовтні Генрієтта з матір'ю вирушила з Кале в Дувр, де зупинилася в Дуврському замку. Французький двір офіційно просив руки принцеси 22 листопада; тоді ж було вирішено питання з приданим Генрієтти: Карл II погодився дати сестрі як придане вісімсот сорок тисяч ліврів і ще двадцять тисяч на інші витрати. Генрієтта також отримала як особистий подарунок сорок тисяч ліврів і Шато-де-Монтаржі як особисту резиденцію.
Повернення Генрієтти до Франції було відкладено через смерть від віспи її старшої сестри Марії, принцеси Оранської. Зрештою, Генрієтта покинула Англію в січні 1661 року. 30 березня Генрієтта і Філіпп підписали шлюбний контракт в Пале-Роялі; офіційна церемонія відбулася на наступний день. Після святкувань молодята вирушили в Тюїльрі, їх нову резиденцію. Оскільки тепер Генрієтта була одружена з Месьє — молодшим братом короля, — принцесу стали іменувати «Мадам, герцогиня Орлеанська».
Спочатку шлюб принцеси здавався цілком вдалим, а Філіпп — люблячим чоловіком, попри те, що між подружжям було мало спільного. За рік в шлюбі Генрієтта народила дочку, яку назвали Марією Луїзою. Деякі придворні ставили під сумнів батьківство Філіппа, натякаючи, що батьком новонародженої принцеси був король Людовик XIV або граф де Гіш. Між Генрієттою і Гішем, можливо, зав'язався роман на початку шлюбу принцеси, попри те, що той, як передбачалося, встиг побувати коханцем самого Філіппа.
Незабаром після цього король зробив своєю фавориткою одну з фрейлін Генрієтти, Луїзу Лавальєр, яка з'явилася при дворі наприкінці 1661 року і захищала герцогиню Орлеанську у справі Гіша. Наступна дитина Філіпа Орлеанського і Генрієтти — син Філіпп — народився в липні 1664 року і отримав титул герцога Валуа; хлопчик помер в 1666 році через кілька годин після названня його Філіппом Шарлем. Смерть маленького герцога сильно засмутила Генрієтту. У липні 1665 року Генрієтта народила мертву доньку; чотири роки по тому герцогиня народила іншу дочку, яку охрестили Анною Марією в 1670 році.
У 1666 році при дворі герцога і герцогині з'явився шевальє де Лоррен — найбільш видатний передбачуваний коханець Філіппа. Саме Лоррен часто змагався з Генріеттою за владу всередині двору герцога Орлеанського; після смерті Генрієтти він став суперником другої дружини Філіппа, Єлизавети Шарлотти Пфальцької.
Генрієтту часто при дворі називали інтелігентною принцесою; принцеса вела листування з Мольєром, Расіном, Лафонтеном, Бюссі-Рабютеном та іншими знаменитостями того часу. Вона також любила садівництво і заклала водний сад у Пале-Роялі. Генрієтта зібрала велику колекцію картин, серед яких були роботи Ван Дейка і Корреджо. Така бурхлива активність принцеси змусила істориків думати, що Генрієтта страждала на нервову анорексію.
Наприкінці 1669 року Генрієтта втратила матір, королеву Генрієтту Марію, яка померла після прийняття надмірної дози опіатів в якості болезаспокійливого. Генрієтта була спустошена, ситуацію посилив Філіпп, який ще до похорону став претендувати на спадщину дружини.

### Дуврський договір
Генрієтта зіграла важливу роль в дипломатичних переговорах між її рідною Англією і Францією. Брат принцеси, Карл II, з яким у Генрієтти завжди були близькі стосунки, намагався встановити більш тісні зв'язки з Францією ще з 1663 року. Вдалося йому це лише в 1669 році, коли Карл відкрито зізнався, що став католиком, і пообіцяв повернути Англію в лоно католицької церкви. Генрієтта кортіло відвідати батьківщину, в чому її заохочував король Людовик XIV, який бажав укладення договору. Філіпп Орлеанський, однак, дратувався через флірт Генрієтти з Гішем та іншими своїми коханцями і залишався непохитний у тому, що не треба було допускати, щоб принцеса вирушила скаржитися на його ставлення до англійського короля, і що вона повинна залишатися поруч з ним у Франції. Принцеса зуміла переконати французького короля відпустити її до Англії, в Дувр, куди вона прибула 26 травня 1670 року і залишалася там до 1 червня — дня підписання договору.
Карл II відмовився від Троїстого альянсу зі Швецією і Голландією на користь надання допомоги Людовику XIV в завоюванні Голландської республіки, яку той вважав частиною невиплаченого приданого своєї дружини, королеви Марії Терезії. Англії в разі завоювання Голландії було обіцяно кілька дуже прибуткових портів уздовж однієї з її найбільших річок. Публічне сповіщення договору відбулося тільки в 1830 році. Успішність місії Генрієтти була обумовлена любов'ю до неї брата і близькими стосунками між ними; чималу роль в цій справі зіграла фрейліна Генрієтти Луїза Рене де Керуаль, яка прибула в Англію разом з принцесою і швидко зачарувала англійського короля. 18 червня, провівши якийсь час в Англії, Генрієтта повернулася до Франції. Луїза виїхала до Франції разом з нею, але незабаром після смерті Генрієтти повернулася до Англії і стала фавориткою Карла II.

## Смерть і поховання

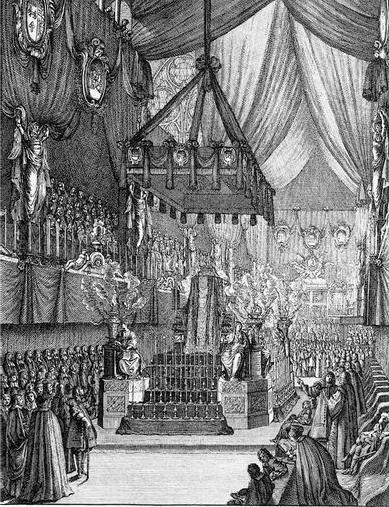
Похорон Генрієтти Англійської. Невідомий автор, 1670 рік

1667 році Генрієтта почала скаржитися на періодичні сильні болі в боці. На початку квітня 1670 року, згідно з повідомленнями, у Генрієтти почалися проблеми з травленням настільки сильні, що вона могла вживати в їжу тільки молоко. 20 червня Генрієтта прибула в Париж, 26 червня разом з чоловіком вона зупинилася в Сен-Клу. 29 червня о п'ятій годині вечора Генрієтта випила склянку цикорієвої води з льодом. За словами свідків, відразу ж після цього вона відчула біль у боці і вигукнула: «Ой! Який біль! Що мені робити! Я, мабуть, отруєна!». Принцеса зажадала для себе протиотрути і щоб хто-небудь вивчив воду, яку вона пила. Їй дали поширені в той час ліки від кольок, а також протиотруту. Королівська родина прибула в Сен-Клу протягом декількох годин після того, як отримала звістку про хворобу Генрієтти. До ліжка принцеси був покликаний єпископ Боссює, який пізніше провів соборування. О другій годині ранку наступного дня Генрієтта померла. Багато придворних порахували Шевальє де Лоррен і маркіза д'Еффіа співучасниками отруєння Генрієтти. Сімнадцять французьких і два англійських лікаря, англійський посол і близько ста глядачів були присутні при розтині і, хоча в офіційному повідомленні говорилося про «смерть від холерної хвороби (гастроентериту), викликаної підігрівом жовчі», багато спостерігачів не погодилися з цим висновком.
Генрієтта була похована в королівській базиліці Сен-Дені 4 липня, ще одне богослужіння відбулося 21 липня. На службі були присутні представники всіх головних державних органів, включаючи членів парламенту, судів, Зборів духовенства і міських корпорацій, а також представники знаті і широкої громадськості: королева Марія Терезія супроводжувала колишнього короля Польщі Яна II Казимира і англійського посла герцога Бекінгема; також були присутні принци крові і багато інших.
«Нарешті, з'явилися члени двору месьє і мадам, що несуть смолоскипи в руках. Мавзолей, оточений вівтарями і срібними урнами і прикрашені алегоричними скорботними статуями, серед яких помітні були Молодість, Поезія і Музика, спорудженими в центрі хору. Тут спочила труна, покрита золотою парчею, облямована горностаями, з вишитими на ній золотом і сріблом герби Франції та Англії. Присутні зайняли свої місця і запалили сотні свічок, що створювали хмару ладану; архієпископ Реймса за допомогою інших єпископів почав месу, яка була оспівана королівськими музикантами під проводом Люллі».
У 1671 році Філіпп Орлеанський одружився вдруге: його обраницею стала Єлизавета Шарлотта Пфальцьких, яка, як і Генрієтта, була нащадком короля Якова I. Філіпп Орлеанський помер в 1701 році.

## Родина
Чоловік — Філіпп I Орлеанський  
Діти:
- Марія Луїза (1662 — 1689) — була одружена з королем Іспанії Карлом II. Дітей не мала. Марія Луїза померла в тому ж віці, що й мати[51]. Обставини її смерті були схожі з обставинами смерті Генрієтти, і при дворі також припускали, що вона була отруєна.
- Викидень (1663)[52]
- Філіпп Шарль (1664 — 1666) — герцог Валуа.
- Мертвонародження дочка (9 липня 1665)
- Викидень (1666)[52]
- Викидень (1667)[52]
- Викидень (1668)[53]
- Анна Марія (1669 — 1728) — була одружена з герцогом савойським і королем Сардинії Віктором Амадеєм II. У шлюбі народилося дев'ятеро дітей (троє мертвонароджених і двоє, які померли в дитинстві), серед яких була мати французького короля, королева-консорт Іспанії, принц П'ємонту і король Сардинії. Старша дочка Анни Марії, Марія Аделаїда, померла у віці 26 років, як її бабуся і тітка; інша її дочка, Марія Луїза, стала матір'ю двох іспанських королів — Луїса I і Фердинандо VI і померла у віці 25 років. Анна Марія разом зі своїм потомством була відсторонена від престолонаслідування Англії і Шотландії в 1701 році через приналежності до католицької релігії, хоча саме її нащадки виявилися старшими в домі Стюартів після припинення його чоловічій лінії в результаті смерті Генріха Стюарта в 1807 році.

Нащадками Генрієтти є кілька європейських претендентів на престоли і монархів.

## Генеалогія

## Герб
Герб Генрієтти, герцогині Орлеанської, оснований на гербі її чоловіка Філіппа, об'єднаного з англійським королівським гербом її батька.
Щит увінчаний короною, який відповідає гідності французьких принців — королівських дітей. Праворуч — герб герцогів Орлеанських (французький королівський герб — в блакитному полі три золотих лілії — зі срібним титлом із тупими зубцями); зліва — англійський королівський герб Стюартів (начетверо: в першій і четвертій частинах королівський герб Англії [в 1-й і 4-й частинах в блакитному полі три золотих лілії (французький королівський герб), у 2-й і 3-й частинах в червленому полі три золотих озброєних блакиттю леопарда (ходячі леви насторожі), один над одним (Англія)]; у другій частині в золотому полі червоний, озброєний блакиттю лев, оточений подвійною процвітлою і противопроцвітлою внутрішньої облямівкою [Шотландія]; в третій частині в блакитному полі золота з срібними струнами арфа [Ірландія ]).

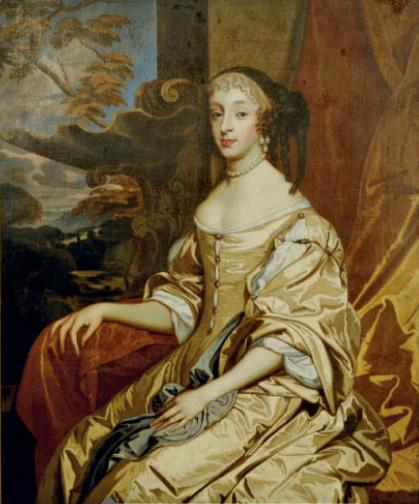
Портрет Генрієтти пензля Лелі

## В культурі
Генрієтта зображена на одному з портретів колекції «Віндзорські красуні» Пітера Лелі.
Герцогиня Орлеанська була близькою подругою мадам де Лафаєт, яка на її прохання написала біографію принцеси.
Генрієтта є одним з персонажів романів Дюма «Двадцять років по тому» і «Віконт де Бражелон», а також двох екранізацій першого з них: французької [fr] (1922; роль виконала Сімоне Ваудрі [fr]) і російсько-французької (1992; роль виконала Лілія Іванова).
Герцогиня з'являється в декількох фільмах і серіалах:
- «Останній король» (2003; роль виконала Енн-Мері Дафф[60])
- «Broadside» (2009; роль виконала Джессіка Кларк[61])
- «Мінетті» (2010; роль виконала Дженна Брайтон[62])
- «Пісня фенікса» (2013; роль виконала Брітні Бенкс[63])
- «Версаль» (2015; роль виконала Ноемі Шмідт[64])